# Sigi Wimala
Sigi Wimala Somya Dewi (Yakarta, 21 de junio de 1983), reconocida como Sigi Wimala, es una actriz, cantante, productor, modelo y escritor Indonesia.
En 1999 apareció en la portada de la revista GADIS Sampul, una publicación para adolescentes en Indonesia. Más tarde se unió a la compañía Elite Models y realizó campañas en Hong Kong por un año. Sigi Wimala inició su carrera en la gran pantalla con un papel protagónico en la exitosa película Tentang Dia, dirigida por Rudy Soedjarwo. Su actuación en la cinta le ayudó a obtener el premio Indonesian Movie Award 2007 por mejor actriz revelación.
Mientras estudiaba arquitectura en la Universidad de Tarumanegara, Sigi Wimala tomó un curso de fotografía. Sus fotografías han sido mostradas en varias exhibiciones como Trowulan (2006) en el Museo Nacional y Singkawang Jade of Equator (2010) en la galería Salihara, junto al trabajo de otros artistas como Jay Subijakto, Yori Antar y Oscar Motuloh. Más tarde dirigió un vídeo musical de RAN, un grupo de pop indonesio, y luego dirigió su primer cortometraje, Boy Crush, producido por el reputado director Garin Nugroho.
En 2009 se casó con el director Timo Tjahjanto, al cual conoció en el set de la película Macabre. Sigi Wimala dio a luz a una hija, Maxine Sara y reside en Yakarta.

## Filmografía

### Actriz
- Tentang Dia (2005)
- Cinta Setaman (2008)
- Krazy Crazy Krezy (2009)
- Kalau Cinta Jangan Cengeng (2010)
- Rumah Dara (también como productora asociada) (2010)
- Affair (2010)
- Hi5teria (2012)
- Pintu Harmonika (también como directora y coproductora) (2013)

### Directora
- Macabre (2009; como productora asociada)
- "Friday" (vídeo musical de RAN)
- Boy Crush